# Ffdshow
ffdshow는 MPEG-4 ASP 형식(DivX, Xvid 및 FFmpeg MPEG-4) 및 AVC (H.264 형식)의 고속의 고화질 영상 디코딩에 주로 쓰이는 미디어 디코더/인코더이다. 그러나 다른 수많은 비디오 및 오디오 포맷도 지원한다. GPL 라이선스에 따라 출시된 자유 소프트웨어이며 윈도우에서 동작한다. 다이렉트쇼와 VFW 디코딩 필터로 추가된다.